# Kukuljica
 Ovo je glavno značenje pojma Kukuljica. Za druga značenja pogledajte Kukuljica (razdvojba).
Kukuljica je razvojna faza preobrazbe ličinke u odrasli oblik. Kod najvećeg broja vrsta miruju, ali neke su i pokretne npr. kukuljice komarca plivaju mahanjem zatka, kukuljice nekih tulara plivaju dugačkim nogama za veslanje.

## Vrste kukuljica
Slobodna kukuljica  (pupa libera)  je ona kod koje su svi privjesci tijela kukca (noge, krila)  slobodni. Takva je kukuljica npr. u kornjaša, opnokrilaca, mrežokrilaša.
Zastrta kukuljica (pupa obtecta) je ona kod koje su svi privjesci tijela kukca (noge, krila) zastrti skrutnutom prevlakom. Takva je kukuljica većine leptira, božjih ovčica, nekih komaraca. Dobro zaštićena kukuljica ne treba se skrivati pa npr. kukuljice komaraca plivaju po vodi.
Bačvica (puparij) je stvrdnuta koža ličinke u kojoj leži slobodna kukuljica, npr. u muha.
Zapredak (kokon) je zaštita kukuljice koju isprede ličinka od svilenih niti. Takva je kukuljica mnogih leptira prelaca, nekih opnokrilaca. Kukuljica dudova svilca upotrebljava se za dobivanje svile, a njezina svilena nit može biti duga do 3500 m.
Kukuljice strmoglavice  (pupae suspensae)  imaju na kraju zatka svinute hitinske kukice za pričvršćivanje pa se njima prihvate za podlogu i objese naglavce. Takva je kukuljica mnogih šarenaca.
Kukuljice pasanice (pupae cingulatae) pričvršćene su u uspravnom položaju u kojem ih opasuje oko pojasa svilena nit koju je isprela ličinka. Takva je kukuljica bijelaca, lastina repa i dr.

## Izlaženje kukca iz kukuljice
Izlaženje potpuno razvijena kukca iz kukuljice obavlja se slično kao i presvlačenje. Kukuljica se rastvori kod leptira uzduž leđa i dvije pruge uzduž prednjeg brida krila, kod muha kukuljica puca na kužnoj liniji oko glave, kornjaši svoju kukuljicu progrizaju. Kad su kukuljice sakrivene u zemlji, ispod kore i sl. već se ličinke pobrinu za put kojim će se osloboditi potpuno razvijeni kukac. Gusjenice kroz biljku progrizu hodnik do mjesta gdje će se zakukuljiti a na površini biljke ostave samo tanku kožicu koju leptir može probiti.

## Kukuljenje lastina repa
- Gusjenica je odabrala mjesto.
- Puca koža gusjenice
- Rastvara se koža gusjenice